# Campeonato Europeo de Tiro al Plato de 2013
El XLI Campeonato Europeo de Tiro al Plato se celebró en Suhl (Alemania) entre el 29 de julio y el 7 de agosto de 2013 bajo la organización de la Confederación Europea de Tiro (ESC) y la Federación Alemana de Tiro Deportivo. Aparte de las competiciones de tiro al plato se disputan competiciones de blanco móvil 50 m.
Las competiciones se realizaron en el campo de tiro de la ciudad germana.  

## Resultados

### Masculino
| Foso (01.08)                      | Josip Glasnović · Croacia ·    | Massimo Fabbrizi · Italia ·      | Derek Burnett Irlanda            |   |   |
| Foso (equipos)                    | Croacia · 363 pts.             | Eslovaquia · 363 pts.            | Francia 362 pts.                 |   |   |
| Doble foso (03.08)                | Vasili Mosin · Rusia ·         | Marco Innocenti · Italia ·       | Emanuele Bernasconi · Italia ·   |   |   |
| Doble foso (equipos)              | Italia · 424                   | Rusia · 419                      | Alemania · 414                   |   |   |
| Skeet (07.08)                     | Tom Beier Jensen · Noruega ·   | Luigi Lodde · Italia ·           | Yorgos Ajilleos Chipre           |   |   |
| Skeet (equipos)                   | Noruega · 365                  | Alemania · 361                   | Chipre 360                       |   |   |
| Blanco móvil 50 m (03.08)         | Emil Martinsson · Suecia · 591 | Mijail Azarenko · Rusia · 589+20 | Łukasz Czapla · Polonia · 589+19 |   |   |
| Blanco móvil 50 m (equipos)       | Rusia · 1756                   | Ucrania · 1744                   | República Checa · 1742           |   |   |
| Blanco móvil mixto 50 m (31.07)   | Mijail Azarenko · Rusia · 392  | Maxim Stepanov · Rusia · 391+20  | Dmitri Romanov · Rusia · 391+19  |   |   |
| Blanco móvil mixto 50 m (equipos) | Rusia · 1174                   | República Checa · Hungría · 1159 | —                                | — | — |

### Femenino
| Evento          | Oro                       | Plata                             | Bronce                         |
| --------------- | ------------------------- | --------------------------------- | ------------------------------ |
| Foso (31.07)    | Jessica Rossi · Italia ·  | Zuzana Štefečeková · Eslovaquia · | Federica Caporuscio · Italia · |
| Foso (equipos)  | Italia · 214              | Rusia · 209                       | Eslovaquia · 207               |
| Skeet (06.08)   | Chiara Cainero · Italia · | Çiğdem Özyaman Turquía            | Danka Barteková · Eslovaquia · |
| Skeet (equipos) | Italia · 206              | Reino Unido 205                   | Eslovaquia · 202               |

## Medallero
| Núm. | País            | Oro | Plata | Bronce | Total |
| ---- | --------------- | --- | ----- | ------ | ----- |
| 1    | Italia          | 5   | 3     | 2      | 10    |
| 2    | Rusia           | 4   | 4     | 1      | 9     |
| 3    | Croacia         | 2   | 0     | 0      | 2     |
| 3    | Noruega         | 2   | 0     | 0      | 2     |
| 5    | Suecia          | 1   | 0     | 0      | 1     |
| 6    | Eslovaquia      | 0   | 2     | 3      | 5     |
| 7    | Alemania        | 0   | 1     | 1      | 2     |
| 7    | República Checa | 0   | 1     | 1      | 2     |
| 9    | Hungría         | 0   | 1     | 0      | 1     |
| 9    | Reino Unido     | 0   | 1     | 0      | 1     |
| 9    | Turquía         | 0   | 1     | 0      | 1     |
| 9    | Ucrania         | 0   | 1     | 0      | 1     |
| 13   | Chipre          | 0   | 0     | 2      | 2     |
| 14   | Francia         | 0   | 0     | 1      | 1     |
| 14   | Irlanda         | 0   | 0     | 1      | 1     |
| 14   | Polonia         | 0   | 0     | 1      | 1     |
|      | TOTAL           | 14  | 15    | 13     | 42    |